# Elizabeth Swaney
Elizabeth Marian „Liz“ Swaney (* 30. Juli 1984 in Berkeley, Kalifornien) ist eine ehemalige US-amerikanische Freestyle-Skierin, die seit 2015 für Ungarn an den Start ging. 2018 nahm sie in der Disziplin Halfpipe an den Olympischen Winterspielen in Pyeongchang teil.

## Biografie

### Ausbildung und sportliche Anfänge
Elizabeth Swaney wuchs in den Vereinigten Staaten auf. Nach ihrem Highschoolabschluss in Oakland ging sie auf die UC Berkeley, wo sie sich zunächst als Steuerfrau dem Ruderteam der Männer anschloss. In den nächsten vier Jahren absolvierte sie ein Studium mit den drei Hauptfächern Politische Ökonomie der Industriegesellschaften, Germanistik und Politikwissenschaften, das sie mit dem Titel BA abschloss. Danach wechselte sie nach Harvard und erlangte 2009 einen Master in Design. Daneben arbeitete sie als Assistentin im Leichtathletikteam der Universität und versuchte sich im Skeleton.
Abseits vom Sportlichen trat Swaney bereits 2003 im Alter von 19 Jahren bei den Gouverneurswahlen von Kalifornien gegen Arnold Schwarzenegger an.

### Freestyle-Skiing
Mit dem Skifahren begann sie erst im Alter von 25 Jahren, das Traumziel Olympia vor Augen.
Zwischen Februar 2013 und Januar 2014 nahm sie unter venezolanischer Flagge unregelmäßig an Halfpipe-Events im Weltcup teil. Dazu bestritt sie einen Bewerb im Nor-Am Cup, den sie auf dem zehnten und letzten Platz beendete. Somit verpasste sie die Qualifikation für die Olympischen Winterspiele 2014.
Im Hinblick auf die Olympischen Winterspiele 2018 in Pyeongchang entschied sie sich 2015, für Ungarn, das Herkunftsland ihrer Großeltern, an den Start zu gehen. In den folgenden beiden Wintern nahm sie an mehreren Weltcup-Wettbewerben teil, wobei sie stets weniger Wert auf Ästhetik als auf ein sicheres Durchkommen legte. Auf diese Weise schaffte sie es alle Qualifikationskriterien zu erfüllen und qualifizierte sich für das Großereignis. Ihr bestes Resultat gelang ihr im Dezember 2017 mit einem 13. Rang in China – allerdings waren zu diesem Bewerb lediglich 15 Athletinnen angetreten. Bei der Weltmeisterschaft in der Sierra Nevada scheiterte sie als 21. an der Finalqualifikation.
Bei den Spielen in Südkorea sorgte ihre unorthodoxe Praxis schließlich für internationales Aufsehen. In der Qualifikation für den Halfpipe-Bewerb absolvierte sie beide Runs, ohne einen einzigen Trick zu zeigen und drehte sich mit geringem Luftstand lediglich um 180 Grad. Mit 31,4 Punkten lag sie mehr als 40 Zähler hinter der Finalqualifikation und immer noch 13,6 Punkte hinter der Vorletzten, die allerdings zweimal zu Sturz gekommen war. Trotz der gezeigten Leistung zeigte sie sich enttäuscht, es nicht ins Finale geschafft zu haben. Swaney, die ihren Olympiatraum mittels Crowdfunding realisiert hatte, zeigte sich dennoch geehrt, als eine von 24 Athletinnen teilgenommen zu haben. Während ihre Konkurrentinnen ihr Rückendeckung gaben, erntete ihr Auftritt auch einige negative Reaktionen.
Ein ungarischer TV-Sender sah durch die Vorstellung der Amateurin gar den Nationalstolz verletzt.

## Erfolge

### Olympische Spiele
- Pyeongchang 2018: 24. Halfpipe

### Weltmeisterschaften
- Sierra Nevada 2017: 21. Halfpipe

### Weltcupwertungen
| Saison  | Gesamt | Gesamt | Halfpipe | Halfpipe |
| Saison  | Platz  | Punkte | Platz    | Punkte   |
| ------- | ------ | ------ | -------- | -------- |
| 2013/14 | 181.   | 3      | 39.      | 16       |
| 2015/16 | 160.   | 2,2    | 31.      | 11       |
| 2016/17 | 157.   | 4      | 32.      | 20       |